# Simon's Cat
Simon's Cat (O gato de Simon - tradução livre) é uma animação e livros do animador britânico Simon Tofield e seu gato faminto que usa cada vez mais táticas pesadas para conseguir que seu proprietário alimente-o.
Em janeiro de 2009, foi anunciado que o Simon´s Cat seria publicado em formato de livro, após o sucesso das primeiras animações. Canongate (editora de livros britânicos) lançou o título em 1 de outubro de 2009, no Reino Unido. Mais tarde também foi lançado em outros países e posteriormente foram publicados outros títulos para dar sequencia a série.
Em junho de 2012, Walt Disney Animation Studios começou a lançar shorts especiais de Simon's Cat, Simon's Cat  também teve tiras (pequenas historias em quadrinhos) publicadas no jornal Daily Mirror , entre 2011 e 2013. Em agosto de 2015, foi anunciado que a Endemol UK tinha adquirido uma participação nos direitos da série Simon's Cat.
Em julho de 2016, Simon's Cat fez parceria com a Vila Sésamo como parte da campanha Love to Learn (Amor para Aprender - tradução livre).
Em julho de 2017, o jogo "Simon Cat - Crunch Time" estreou. Atualmente está disponível no Facebook e no Facebook Gameroom..

## Antecedentes
Tofield, teve cerca de 13 anos de experiência com a animação de comerciais nas empresas Marmite e Tesco, inicialmente, surgiu a ideia de fazer vidêos para ensinar como utilizar o Adobe Flash. Ele também revelou ainda que a inspiração para a série veio de experiências com seus quatro gatos, nomeadamente Teddy, Hugh, Jess e Maisie; com Hugh, em particular, sendo a principal inspiração.

### Produção
A série é animada com o Adobe Flash e TVPaint. 
As imagens são desenhadas manualmente por meio eletrônico, usando uma mesa digitalizadora (graphics tablet) de tamanho A4 Wacom Intuos 3 .

## Personagens
- Simon´s Cat (O gato de Simon): É o personagem principal; um gato carinhoso, mas muitas vezes teimoso e desajeitado. Suas travessuras, muitas vezes, na busca por alimentos (sua marca comercial é o gesto de sua mão apontando para sua boca ou para o prato, significando que quer comida), irritam seu proprietário, Simon. Ele adora ração, mas também gosta de pássaros, ratos e peixes koi do lago de Simon. Uma quantidade significativa de humor e do enredo do livro vem de seus esforços para capturar pássaros, ratos e peixes. O gato não tem nome oficialmente, embora o escritor Simon Tofield diz que a inpiração é do seu próprio gato, Hugh.
- Simon: O dono que a tempos sofre com suas travessuras do gato, Simon é um artista gráfico. Ele é bem-humorado, gentil, facilmente assustado, e propensos a sofrer acidentes.
- Simon's sister's dog (cão da irmã de Simon): cão que aparece pela primeira vez no vídeo "Fed Up", no qual é alimentado embaixo da mesa pela família. O cão também aparece no livro e adora brincar de buscar.
- Bird: Um pássaro que Simon's Cat persegue, e que, em geral, engana o gato.
- Hedgehog: Um ouriço que vive no jardim de trás da casa de Simon. Simon's Cat gosta de irritar o ouriço estetando objetos, tais como maçãs, folhas e bolas de tênis noss seus espinhos de Hedgehog. O ouriço também tem filhos.
- Garden Gnome: Um gnomo de jardim , semelhante a um gnomo quebrado por Simon's Cat em "Let Me In". O gnomo segura uma vara de pesca. O gato, muitas vezes, utiliza o gnomo para ajudar em seus esquemas para a conseguir  alimentos. O gato considera o gnomo um amigo, aparentemente sem saber que ele é um objeto inanimado.
- Bunny: Um coelho que vive no jardim, que pode literalmente executar círculos em volta do gato.
- Kitten ou Gatinho: Em outubro de 2011, Simon traz para casa um novo membro da família que, apesar de sua tenra idade, parece ser consideravelmente mais inteligente do que um adulto.
- Toad: É um Sapo que mora no jardim.
- Frog: É um Rã que aparece em alguns episódios e é diferenciado do Toad no episódio "How to Draw...Frogs and Toads" (Como desenhar ... Rãs  e Sapos), bem como na seção "Simon Draws" do livro Kitten Chaos.
- Squirrel: É um esquilo que vive em uma árvore no jardim. Ele ama irritar Simon's Cat jogando bolotas quando o gato o persegue.
- Mouse: Outra ratinho  que é, muitas vezes perseguido por Simon's Cat. Apesar de suas diferenças, o rato auxilia o gato em um elaborado plano para impressionar um gata no episódio "Smitten".
- Chloe: É uma gata que Simon's Cat é apaixonado durante  um certo tempo. Recatada e um pouco esnobe, ela apresenta um apetite fino, comendo apenas petiscos  de gatos, recusando com raiva um rato  oferecido pelo Simon's Cat no primeiro filme.
- Maisy: É uma outra gata, pela qual Simon's Cat se apaixona, porem ele não demonstra esse tipo de sentimento.

## Episódios

### Episódio especial
No início de 2015, um site de financiamento colaborativo, lançou uma campanha para arrecadar fundos para permitir que Simon e sua equipe produzissem um episódio em cores de Simon's Cat, com o dinheiro arrecadado foi possível produzir um episódio de 12 minutos. A Todos que contribuíram com pelo menos € 5, foi oferecido um acesso gratuito para o episódio e outras regalias. A campanha foi um sucesso e o episódio foi lançado para os apoiadores, em agosto de 2015. Em janeiro de 2017, o episódio foi colocado à venda (ao contrário de outros episódios anteriores, "Off to the Vet"  não foi oferecido para visualização gratuita). Ele foi lançado para visualização gratuita em 26 de outubro de 2017.

### Simon's Cat Logic
Uma série de desenhos animados com imagens ao vivo, explica os traços e o comportamento dos gatos e o que pode ser feito para mantê-los felizes e saudáveis. É introduzido e narrado por Simon Tofield (conteúdo narado,  ao vivo durante todo o episódio) 
e apresenta o comportamento do gato Nicky Trevorrow (ao vivo). Cada episódio é ilustrado com animações de gatos e trechos de episódios de Simon's Cat.

## Prêmios
| Data             | Prêmio                                 | Episódio   | Categoria               |
| ---------------- | -------------------------------------- | ---------- | ----------------------- |
| Março de 2008    | British Animation Awards               | Cat Man Do | Melhor Comédia          |
| 2008             | Festival international des Très Courts | Cat Man Do | Prêmio De Animação      |
| 2008             | Leicester Short Film Festival          | Cat Man Do | Melhor Animação         |
| 2008             | Bradford Animation Festival            | Cat Man Do | Prémio Especial Do Júri |
| Setembro de 2008 | Animae Caribe                          | Let Me In  | Animação Mais Notável   |